# Queer Lion 2015
Il Queer Lion 2015 è la nona edizione del riconoscimento collaterale che premia «il miglior film con tematiche omosessuali & Queer Culture», assegnato nel quadro delle manifestazioni previste per la LXXII Mostra del Cinema di Venezia che si è svolta dal 2 agosto al 12 settembre 2015.
Il premio è stato patrocinato dalla Presidenza del Consiglio dei ministri, tramite il dipartimento per le Pari Opportunità UNAR, Ministero dei beni e delle attività culturali e del turismo, Regione del Veneto, Provincia di Venezia, Comune di Venezia e Sindacato Nazionale Critici Cinematografici Italiani.
Il premio è stato assegnato a The Danish Girl di Tom Hooper, con la seguente motivazione:
Menzione speciale a Baby Bump di Kuba Czekaj.

## Giuria
La giuria è stata presieduta dallo scrittore statunitense Alonso Duralde, programmatore presso l'Outfest di Los Angeles, pre-selezionatore per il Sundance Film Festival, giornalista per la rivista The Advocate e critico per TheWrap. Gli altri membri sono stati Daniel N. Casagrande, e Marco Busato, delegato generale dell'associazione culturale CinemArte.

## Film in gara

### Venezia 72
- The Danish Girl, regia di Tom Hooper (Gran Bretagna/USA)
- Ti guardo (Desde allá), regia di Lorenzo Vigas (Venezuela/Messico)
- Marguerite, regia di Xavier Giannoli (Francia/Repubblica Ceca/Belgio)

### Fuori concorso
- Il caso Spotlight (Spotlight), regia di Thomas McCarthy (USA)
- La calle de la Amargura, regia di Arturo Ripstein (Messico/Spagna)

### Documentari
- Janis, regia di Amy Berg (USA)
- In Jackson Heights, regia di Frederick Wiseman (USA)
- Human, regia di Yann Arthus-Bertrand (Francia)
- Na ri xiawu (Afternoon), regia di Tsai Ming-liang (Taipei Cinese)
- Helmut Berger, Actor, regia di Andreas Horvath (Austria)
- The 1000 Eyes of Dr Maddin, regia di Yves Montmayeur (Francia)

### Orizzonti
- Why Hast Thou Forsaken Me? (Lama Azavtani), regia di Hadar Morag (Israele/Francia)

### Giornate degli autori
- Arianna, regia di Carlo Lavagna (Italia)

### Biennale College – Cinema
- Baby Bump, regia di Kuba Czekaj (Polonia)